# Tumasera
Tumasera is een dorp in het district Central in Botswana. De plaats telt 3136 inwoners (2011).